# 私のおじさん〜WATAOJI〜
『私のおじさん〜WATAOJI〜』（わたしのおじさん ワタオジ）は、テレビ朝日系「金曜ナイトドラマ」で、2019年1月11日から3月8日まで放送されたテレビドラマである。主演は岡田結実。

## あらすじ
一ノ瀬ひかりは、超過酷ロケで有名なバラエティ番組「限界MAX★あなたも私もヤッテミー!!」のADとして働いているが、無理難題を押し付けられたり、一生懸命頑張っても怒られてばかりの日々を送っていた。
そんな彼女の前に、突然「妖精」と名乗るおじさんが現れる。しかし、ひかりに癒すどころか毒舌ばかり吐く妖精だった。さらに、おじさんは会社でも家でもひかりに付きまとい、社会人としてのアドバイスをしたり、お説教をするようになる。その上、理不尽な上司やお局の愚痴を代わりに吐き出してくれるのだが…

## キャスト

### レギュラー
一ノ瀬ひかり（いちのせ ひかり）
演 - 岡田結実
バラエティ制作会社「テレドリーム」に勤務する新人アシスタントディレクター。結婚を約束していたはずの彼氏にはあっさりとフラれ、働く場所すら見つけられない極限状態に陥る。年末になって、やっとのことでテレドリームに拾ってもらう形で就職し、入社して日が経たないうちにバラエティ番組の担当となる。変にプライドが高いが故に、自分が落ちぶれてしまった事実を周りの人間にはまったく話せていない。
ある日、“妖精”と名乗る怪しいおじさんに出会ったことで、それまで心の内に潜んでいた毒が顔を出すようになる。一方、励まされるときもあり、取材不可の老舗カレー店に再度アタックして許可をもらい、本番前の試食では猛烈な激辛カレーを完食してみせる。
おじさん
演 - 遠藤憲一
自ら“妖精のおじさん”と名乗る怪しい男性。妖精という割には等身大の人間でスーツ姿。見た目は厳つくコワモテで如何にも怪しく、コワモテ故に愛想の悪そうな感じである。いつも何か文句を言ったり、自分にとって嫌な人間に対しては容赦ない行動を取るのが日常茶飯事。いつ、どこから現れるのかがまるで予測がつかない奇妙な性質の持ち主。本人はあくまでも“妖精”と言い張るが、ひかりにはただの幽霊にしか見えていない。“妖精”ではあるが飛ぶことはできず、普通の中年男性同様、ぎっくり腰にもなる。既婚らしい発言もしており、“妖精おばさん”なるパートナーがいるらしく、彼女のほくろに惚れたらしい。
千葉迅（ちば じん）
演 - 城田優
ひかりが担当するバラエティ番組の担当ディレクター。口当たりが悪く、気に入らないことがあるたびに周りの人間を台本で叩く。服装もだらしないものばかりか、髪が伸び放題で背が異様に高く、傍から見れば不審者と思われても全く違和感がない。番組作りに対しては情熱を燃やす熱血漢ではあるが、人間関係を築くのが上手ではなく、言いたいことをはっきりと言うため、周りの人間からはあまり良い印象を持たれていない。
綾織麗華と再会した後、一時的ではあるが“妖精のおじさん”が見えるようになる（第5話・第6話）。
出渕輝彦（でぶち てるひこ）
演 - 小手伸也
ひかりが担当するバラエティ番組のチーフアシスタントディレクター。通称「デブチーフ」。大言壮語する癖があるのだが、あまりに声が小さいため、誰も聞き取ることができない。カロリーオフの品物を買って来ると怒る。年下の千葉がディレクターを務めていることに嫌と言うほど劣等感を抱いている日々を送っており、仕事は請け負うものの、それはあくまでも表向きで、仕事はすべて他のアシスタントディレクターに任せっぱなし。自身は遊んでばかりで仕事に意欲を示しているようには見えない。
九条隼人（くじょう はやと）
演 - 戸塚純貴
ひかりが担当するバラエティ番組のアシスタントディレクター。自分のことしか考えない冷めた性格。馬場からは「ポンコツくん」と呼ばれ、出渕からは「宇宙人」と思われている。他人の話を聞かず、基本的には自分に対して任された仕事しか行わない。チャラチャラした発言もするため、周囲から誤解させがち。大事なことは言わず、冷めた性格であるが故、自分の心の内を誰にも理解してもらえていない。異様とも思えるほどにSNSに依存している。
既婚で3人の子持ち。
馬場桃花（ばば ももか）
演 - 青木さやか
ひかりが担当するバラエティ番組のアシスタントプロデューサー。早口で次々とダメ出しをしてくるうえ、方角や空調管理にうるさい。冷蔵庫の管理にもうるさく、占領している他人の私物は捨ててしまう。堂々たる風貌と性格から「お局様」と呼ばれており、基本的には午後に出社する。「仕事に生きている」という自負がある一方で、様々な苦難を乗り越えて今があるという気持ちも捨て切れていない。メイクアップには余念がなく、化粧は濃いめ。自分に甘いが他人には厳しく、特に平成生まれのひかりにはキツく当たる（ひかりの入社前には九条に当たっていたらしい）。ひかりからは酔った勢いで「ババア」と呼ばれる。
小見彩華（こみ あやか）
演 - 中川知香
ひかりが担当するバラエティ番組のメイク。厳しい性格である馬場と親しく接せられるほど人間関係作りが上手い。
来夢（らいむ）
演 - 玉田志織
ひかりとおじさんが通う居酒屋の店員。ひかりがおじさんのことを見えるようになるよりも前からおじさんのことが見えていた。
パウダー
演 - JP
ひかりが担当するバラエティ番組のMC。貝類を用いたギャグを持ちネタとしている芸人。実は子どもの扱いは苦手。
泉 雅也（いずみ まさや）
演 - 田辺誠一
ひかりが担当するバラエティ番組のプロデューサー。非常におしゃれには気を遣っているようで、いつも裸足に革靴を履いてくる。ギャグは微妙に古くさい。性格は非常にポジティブだが、言うこと為すことが日ごとに変化するため、周りからは冷めた目で見られがち（部下からは「適当」だと思われている）。正反対の性格である千葉とはよく言い争いになる。
既婚。息子が1人いる。

### ゲスト
第1話
一ノ瀬依子
演 - 松本海希（第4・7話）
ひかりの母。
パウダーのファンの女性
演 - 宮地雅子
ひかりにパウダーのサインを求める女性。
ひかりがサインを貰うことができなかった事で態度が一変し、勝手に撮影されて迷惑だとクレームをつける。しかし、千葉の機転でパウダーと共演できたことで丸く収まる。
山田
演 - 六平直政
「山田カレー」店主。妻は実家の両親の介護のために北海道におり、現在は孫娘の美亜（演 - 林りんか）と二人暮らし。
昔のテレビ取材時に一般の客を入店させないようにして何時間も撮影されたことで、常連から苦情が多く寄せられた上に、取材がお蔵入りで放送されなかったことでテレビに対して不信感を抱き、それ以来取材を頑なに拒否している。しかし、おじさんからアドバイスを受けたひかりから、「元気に働いている姿を妻に見せよう」と説得され、美亜が欲しがっていたひかりのシュシュを千葉がプレゼントしたことにより、ひかりと千葉の必死さが伝わり、撮影は開店時間の10時までという条件で取材を許可する。番組放送後にはひかりに感謝のメールをする。

第2話
霞美良子
演 - 高橋ひとみ
芸能生活40年の大女優。所属事務所の意向でバラエティーに初出演することになるが、現場到着直後から「聞いてなーい!」と発言したうえ、ロケ弁当に入っていたホタテを見て貝アレルギーだと騒ぎ立てる。
小田島崇
演 - 山崎一
霞美良子のマネージャー。
まゆこ
演 - 福島雪菜（第3話）
千葉迅と路上でキスしていた女性。第3話では合コンに参加。
バンドマン
演 - ひょっこりはん
ひかりに大きな影響を与えることになる人物。

第3話
片瀬五郎
演 - 黒羽麻璃央
一流商社に勤める営業マン。ひょんなことからひかりも参加することになってしまった合コンにいた、たったひとりのハイスペック男子。

第4話
上田
演 - 春海四方
テレビ局の部長。
テレドリーム上層部たち
演 - 大堀こういち、永野宗典

第5話
綾織麗華
演 - ベッキー（第6話）
千葉迅の婚約者。
九条恵海
演 - 水上京香
九条隼人の妻。
九条真凛
演 - 渋谷南那
九条隼人の長女。口が悪く、発言は上から目線。態度も横柄だが、九条には甘えたがる子どもらしさを見せる。
九条花梨
演 - 雨谷日菜乃
九条隼人の次女。
九条未鈴
演 - 不明
九条隼人の三女。
ちぃたん☆
演 - ちぃたん☆
商店街のキャラクター。真凛から嫌われている。

第6話
神渡真司
演 - 浦井健治
新進気鋭のネットメディア界の寵児。綾識麗華とは顔見知り。

第7話
星野真実
演 - 金子大地
ゴシップ週刊誌の記者。

最終話
山崎弘也
演 - 山崎弘也（ アンタッチャブル）
本人役で出演。

## スタッフ
- 脚本 - 岸本鮎佳、モラル
- 監督 - 竹園元、Yuki Saito、小松隆志
- ゼネラルプロデューサー - 三輪祐見子（テレビ朝日）
- プロデューサー - 貴島彩理（テレビ朝日）、本郷達也（MMJ）、布施等（MMJ）
- 音楽 - 木村秀彬
- 主題歌 - aiko「愛した日」（ポニーキャニオン）
- 制作協力 - MMJ
- 制作著作 - テレビ朝日

## 放送日程
| 話数                                                      | 放送日  | サブタイトル                                             | ラテ欄                                                    | 演出       | 脚本            | 視聴率 |
| --------------------------------------------------------- | ------- | -------------------------------------------------------- | --------------------------------------------------------- | ---------- | --------------- | ------ |
| 第1話                                                     | 1月11日 | 会社でガマンやめちゃえば…? 毒舌妖精おじさん現る!         | 妖精おじさん現る!? 我慢し過ぎの働く人へ痛快仕返しコメディ | 竹園元     | 岸本鮎佳        | 5.6%   |
| 第2話                                                     | 1月18日 | お局マジうざい! 絶望のパンスト相撲対決…!?                | 史上最悪お局VS妖精 イビリ地獄をパンスト相撲でスカッと復讐 | Yuki Saito | 岸本鮎佳        | 4.4％  |
| 第3話                                                     | 1月25日 | 万年AD理不尽デブチーフの秘密! ‘才能の無い男’最後の挑戦   | 40歳でまだAD…!? 超過酷!! お泊り旅ロケで大パニック&キス    | 小松隆志   | 岸本鮎佳        | 4.0％  |
| 第4話                                                     | 2月08日 | 視聴率って大事なの…? 板挟み“中間管理職”のプライド        | 戦え…中間管理職!? とにかく土下座せよ プライド0の生き様    | 竹園元     | 岸本鮎佳        | 5.5％  |
| 第5話                                                     | 2月15日 | 仕事を休んで何が悪い? 働き方改革モンスターに隠された秘密 | 仕事と家庭、両立は無理!? 3人のパパADガチンコ働き方改革    | Yuki Saito | 岸本鮎佳 モラル | 3.9％  |
| 第6話                                                     | 2月22日 | 大人になったら夢みちゃいけないの? 引き抜きでNYに転職…!?  | 毒舌妖精の正体… 濃厚キスの婚約者の罠…引き抜きで転職…!?    | 竹園元     | 岸本鮎佳        | 3.8％  |
| 第7話                                                     | 3月01日 | ヤラセ疑惑に熱愛スクープ? ホントか嘘か、決めるのは世間…? | おじさんが消えた!? ヤラセ疑惑で大炎上…人の不幸は蜜の味!?  | Yuki Saito | モラル          | 2.5％  |
| 最終話                                                    | 3月08日 | サヨナラおじさん… 妖精の正体がついに明かされる!          | サヨナラおじさん…明かされる妖精の正体 涙と別れとリベンジ  | 竹園元     | 岸本鮎佳        | 3.2％  |
| 平均視聴率 4.1%（視聴率は関東地区・ビデオリサーチ社調べ） |         |                                                          |                                                           |            |                 |        |

- 2月1日は当初放送予定だったが『テレビ朝日開局60周年記念サッカー・AFCアジアカップ2019・決勝・日本×カタール』（22時55分 - 翌1時）のため、急遽休止。